# Mario Picazo
Mario Picazo (Colorado, Estats Units, 1963) és un meteoròleg espanyol. És fill d'un espanyol i d'una estatunidenca.
Llicenciat en Geografia i Matemàtiques per la Universitat de Nou Mèxic. Continuà estudis de postgrau. Realitzar el Master i el Doctorat en Meteorologia per la Universitat UCLA (Universitat de Los Angeles de Califòrnia).

## Trajectoria Professional
Començà a col·laborar en 1991, en un programa meteorològic pel Canal 34 de Los Angeles. En 1992 ingressà en el Departament de Meteorologia de la Universitat de California.
En 1993 es trasllada a Bilbao on començaria a treballar com enginyer ambiental pel Centre de Tecnologia de Bilbao.
Des de 1995 formà part de la plantilla de meteorologia del canal Telecinco a Madrid. Des de fa uns anys, col·labora assíduament amb el programa del mateix canal, "AR" on parla del temps i d'ençà que és el presentador del concurs "Sobrevivientes" també apareix en aquest programa per donar les últimes informacions del concurs.
Entre 2007-2008 presentà un altre concurs amb la coneguda presentadora basca, Emma García en "¡Clever!", també per Telecinco.
Durant la darrera intervenció com a presentador del concurs "Sobrevivientes" en 2008, va agafar una malaltia molt greu.
A Madrid treballa com a professor de meteorologia per la Universitat de Saint Louis (universitat nord-americana). En el 2004, tornà a viure als Estats Units per poder estudiar i investigar l'huracà "El Niño".
És l'actual Cap dels Serveis de Meteorologia del canal Telecinco.

## Vida personal
Mario Picazo està casat i viu a Madrid amb la seva família.

## Llibres
Picazo ha escrit tres llibres científics sobre el canvi climàtic.
- "Los grillos son un termómetro: curso práctico de meteorología".